# Antôn Nguyễn Hữu Quỳnh
Antôn Nguyễn Hữu Quỳnh (1768 - 7 tháng 10 năm 1840) là một giáo dân Công giáo Việt Nam, được Giáo hoàng Gioan Phaolô II phong thánh vào năm 1988.

## Thân thế
Antôn Nguyễn Hữu Quỳnh sinh năm 1768 tại làng Mỹ Hương, xã Mỹ Thủy, huyện Lệ Thủy, tỉnh Quảng Bình, thuộc Giáo phận Hà Tĩnh trong một gia đình Công giáo. Bởi vì ông là người con thứ năm nên cũng được gọi là Năm Quỳnh. Theo gia phả, ông là con cháu đời thứ 15 của Nguyễn Trãi (1380-1442). Thuở nhỏ, Quỳnh theo làm đệ tử Giám mục Labartette Bình để được học làm linh mục, nhưng vì hai người anh trai của Quỳnh cũng có ý định đi tu nên gia đình gọi Quỳnh về nối dõi tông đường. Năm 1800, Quỳnh gia nhập quân đội của Nguyễn Ánh và đã góp công trong chiến thắng với quân của Cảnh Thịnh nên được sắc phong làm Vệ úy. Khi Nguyễn Ánh lên ngôi lấy hiệu là Gia Long (1802) thì Quỳnh xin giải ngũ để trở về quê sinh sống.

## Giúp đời, truyền đạo
Ông dành nhiều thời gian để học thêm về nghề thuốc và dần dần trở thành một lương y nổi tiếng khắp vùng. Tiền ông kiếm được khá nhiều nhưng đã dành phần lớn bố thí cho người dân nghèo, chữa bệnh miễn phí cho họ. Lòng nhân ái của ông được biểu hiện rõ nét khi trong làng gặp bệnh dịch tả, ông đã bỏ ra cả hàng trăm quan tiền để phát thuốc nuôi dưỡng và chăm sóc các bệnh nhân. Ngoài ra, ông còn phụ trách dạy giáo lý Công giáo trong làng thay cho các linh mục, tu sĩ khi thời kỳ bắt đạo diễn ra.

## Tử đạo
Năm 1838, vua Minh Mạng ra lệnh truy nã linh mục thừa sai Candalh Kim. Ông Quỳnh lén đưa linh mục này đi trốn ở Kim Sen, đây là một trang trại cũ của tổ tiên. Khi ấy, quan sai lính đến nhà ông khám xét, lôi các đầy tớ ra đánh đập tra khảo, một người sợ quá đã khai ra chỗ trú ẩn đó. Quân lính kéo đến trang trại Kim Sen, sau khi bắt ông Quỳnh và tịch thu sách đạo, họ liền áp giải ông về Đồng Hới. Dọc đường, ông Quỳnh nhắn tin một người con kín đáo đến gặp và hối lộ cho binh lính 50 quan tiền để đốt sổ ghi tên những người tín hữu trong xứ, để họ được an thân.
Ông Quỳnh bị giam ở Đồng Hới và chịu nhiều cảnh nhục hình vì không chịu bước qua cây Thánh Giá. Ông Quỳnh bị giam hai năm, trong thời gian đó, quan nóng lòng nên ba bốn lần gởi sớ về kinh đô xin nhanh xử tử ông, nhưng vua Minh Mạng cứ trì hoãn bởi vì vua biết ông là người đã được lòng dân. Đến ngày 10 tháng 7 năm 1840, vua Minh Mạng chấp thuận cho quan tỉnh Quảng Bình xử giảo ông.

## Suy tôn
Giáo hoàng Lêô XIII suy tôn ông Antôn Nguyễn Hữu Quỳnh lên bậc Chân phước ngày 27 tháng 5 năm 1900, và ngày 19 tháng 6 năm 1988, Giáo hoàng Gioan Phaolô II suy tôn ông lên bậc Hiển thánh.